# بيلي هورن
بيلي هورن (بالإنجليزية: Billy Horn)‏ (13 مايو 1938 بغلاسكو في المملكة المتحدة - ) هو لاعب كرة قدم بريطاني في مركز جناح ‏. لعب مع ريث روفرز ونادي برينتفورد ونادي دمبرتون ونادي كوليرين ونادي كيلمارنوك ونادي لانارك الثالث ونادي بانغور ونادي كلايدبانك ‏.